# Терминал (телесериал)
«Терминал» — российский детективный 12-серийный телесериал 2006 года. На DVD фильм указан как «Бандитский Петербург. Часть 8. Терминал». Но в августе 2007 года вышел на телеканале «Россия» под названием «Терминал» (без упоминания «Бандитский Петербург» в названии). Является прямым продолжением седьмого фильма сериала «Бандитский Петербург». Однако авторы фильма не согласовали сценарий с автором «Бандитского Петербурга» Андреем Константиновым, поскольку в фильме фигурируют персонажи его произведений. 24-25 декабря 2016 на телеканале «Русский детектив» вышел под названием «Бандитский Петербург. Терминал». В августе 2019 года на телеканале «Русский бестселлер» показан под названием «Терминал».

## В ролях
- Евгений Сидихин — Никита Никитич Кудасов, подполковник милиции, начальник 15-го отдела УБОП ГУВД по Санкт-Петербургу и Ленинградской области
- Ян Цапник — журналист Игорь Николаевич Никифоров
- Анатолий Журавлёв — Виктор Борисович Большаков, предприниматель, новый владелец терминала (погиб при крушении самолёта в 12 серии)
- Пётр Журавлёв (озвучивание: Аркадий Волгин) — Сергей Сергеевич Журавский, генерал-майор ФСБ
- Сергей Бехтерев — Олег Павлович Лавров, заместитель Нефёдова, а позже и Большакова (заживо сгорел в автозаке в 12 серии)
- Юрий Тарасов — капитан милиции, оперуполномоченный Вадим Резаков
- Дмитрий Гранкин — капитан милиции, оперуполномоченный Малышев
- Сергей Плескин — оперуполномоченный Прошин
- Мирослав Малич — видеооператор, помощник Никифорова Филипп
- Александр Песков — предприниматель и криминальный авторитет, первый владелец терминала Владимир Дмитриевич Нефёдов
- Анна Лутцева — Илона Павловна Кравчук (убита братом Лаврова в 8 серии)
- Алина Власова — Ирина Панкратова
- Юрий Ицков — Валентин Иванович Лосев («Сохатый»), вор в законе
- Дарья Юргенс — «Тать», охранник Большакова
- Евгений Леонов-Гладышев — Сергей Николаевич Чванов (убит братом Лаврова в 7 серии)
- Владимир Богданов — Ялов
- Артур Харитоненко — помощник Журавского
- Владимир Дюков (озвучивание: Артур Ваха) — генерал-майор милиции Владимир Иванович, начальник ГУВД по Санкт-Петербургу и Ленинградской области
- Сергей Кудрявцев — Михаил Васильевич Потапов

## Краткое содержание
Нефёдов, устранивший своих конкурентов, начал строительство нефтяного терминала. В эпоху дефицита энергоносителей этот грандиозный проект должен гарантировать долговременную стабильность и прибыльность. Но, катаясь на водном мотоцикле, Нефёдов неожиданно погибает. Такой большой проект не может остаться без хозяина, и вскоре Большаков, бизнесмен, бывший военный лётчик, «приступает к командованию». Для закрытия проблем со строительством нужны средства — и Большаков вынужден продать весь свой бизнес, чтобы спасти этот перспективный проект. К занимающемуся журналистскими расследованиями Никифорову поступает информация, что за проектом «терминал» может скрываться грандиозная криминальная комбинация. Количество возникающих проблем начинает тревожить Большакова. Ведущий расследование гибели Нефёдова Кудасов чувствует, что в этом деле не всё просто. Для спасения проекта Большаков пытается принять все возможные меры.

### Первая серия
На загородном шоссе обстреляны машины бизнесмена Нефёдова и его людей. Обследовав место происшествия, подполковник Кудасов и его оперативники делают вывод — это была акция устрашения. Через некоторое время версия подтверждается: Нефёдову звонит Сохатый. Бандит требует, чтобы бизнесмен вернул деньги, которые по праву принадлежат сибирскому общаку, и даёт ему недельный срок.

### Вторая серия
С Нефёдовым снова происходит несчастный случай. Работники уголовного розыска, осмотрев место взрыва, приходят к заключению, что мощный фейерверк и в этот раз был устроен с целью запугивания бизнесмена. Кудасов понимает, что скоро период устрашения закончится, и конкуренты начнут друг друга уничтожать. За кремлёвскими стенами внимательно следят за тем, что происходит в Питере, и понимают, что в северной столице началась новая бандитская война — появился новый претендент на собственность. Чтобы предотвратить криминальные разборки, Журавский направляет в Питер своих сотрудников. Но Нефёдов не собирается возвращать деньги. Он готовится к празднику по случаю завершения строительства нулевого цикла нефтяного терминала. Кредит, полученный от государства на сооружение объекта, был потрачен на собственные нужды бизнесмена, его приближённых и высокого правительственного чиновника из Москвы — господина Ялова. Из столицы направляют проверочную комиссию на объект стройки.

### Третья серия
Попугав Нефёдова холостыми взрывами, Сохатый решает сделать своему клиенту последнее предупреждение. Он требует от бизнесмена 200 000 000 долларов. Бандит также согласен стать новым владельцем всех предприятий Нефёдова. Предприниматель понимает, что положение стало критическим: с одной стороны его «прижал» Сохатый, с другой — нагрянула комиссия из Москвы с проверкой. Заместитель Нефёдова Лавров решает, что спасти коммерсанта и компанию может только нестандартный ход.

### Четвёртая серия
Весть о гибели Нефёдова мгновенно облетает Питер и Москву. Не меньше волнений она вызывает и в сибирской глубинке. Милиция продолжает расследование. В Кремле приходят к выводу, что появилась новая неизвестная сила, которая контролирует ситуацию в городе.

Трагическая смерть одного из ведущих бизнесменов Петербурга заинтересовала и известного журналиста Игоря Никифорова. Он начинает собственное расследование.

### Пятая серия
Труп Нефёдова так и не обнаружен. Милиция в тупике. Большаков принимает предложение Лаврова и становится хозяином нефтетерминала и руководителем акционерного общества «Балтик-Ойл». Мужчина не без удовольствия занимает помпезное кресло в кабинете бывшего директора, ведь когда-то именно он начинал работу по созданию объекта, но Нефёдов заставил его уйти. Никифоров узнает о том, что Лавров в момент гибели его шефа находился где-то поблизости в то же самое время. Очевидно, что это серьёзная улика.

### Шестая серия
Сохатый вводит Большакова как нового руководителя терминала в курс дела. Теперь долги Нефёдова придётся выплачивать ему.

Никифорова интересует личность Лаврова. Несколько лет назад этот человек проходил по делу об убийстве. Большаков нанимает авторитетных аудиторов для проверки дел в «Балтик-Ойл» до его прихода в эту компанию. Результаты проверки ошеломительны. Под фиктивными отчётами стоит подпись главного бухгалтера компании Чванова. Ему грозит тюрьма. Лавров, оставшийся первым заместителем при Большакове, советует Чванову уехать из страны.

### Седьмая серия
Никифоров приходит в ресторан вместе с оперативником Резаковым. Во время передачи журналисту диска с компроматом на Большакова в ресторан врывается киллер и расстреливает Чванова из автомата Калашникова. Диск остается у Никифорова. Но прибывшему на место трагедии Кудасову и его оперативникам Никифоров ничего не говорит о своем трофее. Зато он публикует разгромный материал, изобличающий Большакова. Статья сразу становится предметом обсуждения в обществе.

### Восьмая серия
Следователь ОБЭПа Романов предъявляет Большакову обвинение в том, что тот перевёл огромные суммы со счетов компании «Балтик-Ойл» в офшорные зоны. Большаков возмущён происходящим и требует своего адвоката.

Кудасов продолжает расследование преступления, но никаких зацепок в этом деле у него нет. Появляется версия, что убийства Нефёдова и Чванова организованы Большаковым.

### Девятая серия
Никифоров обнаруживает труп Илоны. Прибывший на подмогу Кудасов ничего не может изменить — все улики против журналиста. Игорь понимает, что жизнь его висит на волоске, и рассказывает Кудасову всю правду о найденном им компромате — диске с записью чёрной бухгалтерии Нефёдова. Этот диск он передал на хранение Ольге, любимой женщине покойного Чванова, которая по его совету уехала к сестре в Белоостров.

Кудасов уверен, что жизнь женщины и успех расследования этого запутанного дела зависит от того, кто первый прибудет в Белоостров — его оперативники или люди Лаврова.

### Десятая серия
Ольга и её сестра убиты. Оперативники пускаются в погоню за киллером, который завладел заветным диском.

Большаков решает продать свой нефтяной завод. Кудасов и Резаков понимают, что как только это произойдет, бизнесмена уничтожат.

ФСБ становится известно, что завод Большакова купила фирма, которая является частью империи Нефёдова.

Лавров готовится окончательно уничтожить своего шефа. Он приглашает Большакова к себе в гости.

### Одиннадцатая серия
С неожиданным визитом к Большакову приходит следователь ОБЭП Романов, который ещё не так давно арестовывал владельца терминала и его телохранительницу Тать. На этот раз посетитель предлагает Большакову, конечно, не безвозмездно, найти украденные у него деньги.

В жизни Большакова наступает чёрная полоса. Друзья и коллеги отвернулись от него. Теперь он может доверять только своей телохранительнице, преданной Тати. Именно ей Большаков даёт весьма необычное задание.

### Двенадцатая серия
Большаков в последний раз садится за штурвал своего самолёта. Сохатый розыскивает Лаврова и снова требует его выплатить огромный долг Нефёдова. Это предупреждение последнее. Сохатый по предложению Лаврова в счёт долга приобретает нефтяной терминал. Преданная Тать мстит за Большакова, убивает Лаврова и ранит Нефёдова.